# Муцениеце, Айна Яковлевна
Айна Яковлевна Муцениеце (латыш. Aina Muceniece; 23 марта 1924, Катлакалнская волость, Рижский уезд — 14 февраля 2010, Елгава) — советский и латвийский медик, изобретатель противоракового препарата RIGVIR, основатель практической виротерапии рака.

## Биография
В 1941 году окончила в Риге Коммерческое училище Вилиса Олавса. В том же году оказалась в эвакуации в России, прошла ускоренную подготовку как медсестра и начала работать в военном госпитале в Ярославле. В 1942 году начала учиться в Первом московском медицинском институте, по окончании Второй мировой войны перевелась на медицинский факультет Латвийского государственного университета, который и окончила в 1948 году. Одновременно с 1946 года начала работать в Институте микробиологии АН Латвийской ССР под руководством А. М. Кирхенштейна — сперва старшим лаборантом, затем, после защиты диплома, научным секретарём. В 1954 году защитила диссертацию кандидата медицинских наук. В 1959 г. заняла должность старшего научного сотрудника.
В 1960-х годах заинтересовалась старинными разработками в области лечения раковых опухолей путём заражения больного вирусом, уничтожающим раковые клетки. В 1965 г. основала и возглавила в Институте микробиологии лабораторию виротерапии рака, которой руководила до 1989 года. Одновременно работала научным консультантом в клинической больнице имени Страдыня (вплоть до 2003 года). В 1974 году получила степень доктора медицинских наук.
Научным достижением Муцениеце является обнаружение кишечных вирусов, полученных из кишечника маленьких детей, которые не только способны уничтожать опухоль, но и не приносят организму человека значительного вреда. В лаборатории Муцениеце были проверены 60 разных кишечных вирусов, один из них, с наиболее выраженными способностями уничтожать раковые клетки, был назван RIGVIR.

## Награды
- Почетный член Латвийской Академии Наук, 1992
- Заслуженный ученый Латвии, 1996
- Почетный член Латвийской Ассоциации онкологов, 2002
- Крест Признания IV степени за особые заслуги перед Латвийским государством, 2005[2]

## Публикации
- А.Муцениеце, Н.Пакалниньш. Вирусные нейроинфекции Коксаки и ЕСНО. Рига, 1964. Издательство Академии наук Латвийской ССР. 129 стр.
- А.Муцениеце. Онкотропизм вирусов и проблема виротерапии злокачественных опухолей. Рига, 1972., изд. Наука, 443 стр.
- А.Муцениеце, А.Фердатс. Virusoloģija (Rokas grāmata). Рига, 1985., изд. Звайгзне. 200 стр. (латышский яз.)
- Переведенная научная книга: И. П. Павлов. Сборник работ. Латвийское государственное издательство. Рига, 1952., 440 стр.
- Онкотропизм вирусов. Рига, Зинатне, 1969., 219 стр.
- Вирусы в терапии рака. Экспериментальные исследования. Рига. Зинатне, 1978., 204 стр.
- Имулогические аспекты вирусного онкотропизма. Рига. Зинатне, 1979., 120 стр.
- Гетерогенизация опухолей. Рига. Зинатне, 1980., 159 стр.
- Иммунология опухолей. Рига. Зинатне, 1982., 207 стр.
- Неспецифические стимуляторы иммунотерапии опухолей. Рига. Зинатне, 1985., 223 стр.
- Модуляция противоракового иммунитета в послеоперационный период. Рига. Зинатне, 1988., 142 стр. .
- А.Муцениеце, Р.Брувере, Д.Венскус, Г.Фелдмане. Методические показания для применения биопрепаратов Ригвир, Ларифан в онкологии и для профилактики вторичного иммунодефицита. Издательство: Общество Айны Муцениеце для разработки раковой иммунотерапии, Елгава, 2006.
- А.Муцениеце, Д.Венскус. Как оценивать иммунитет. Модель меланомы. Издательство: Общество Айны Муцениеце для разработки раковой иммунотерапии, Рига, 2008. (латышский яз.)[3]